# Franz Oberthür

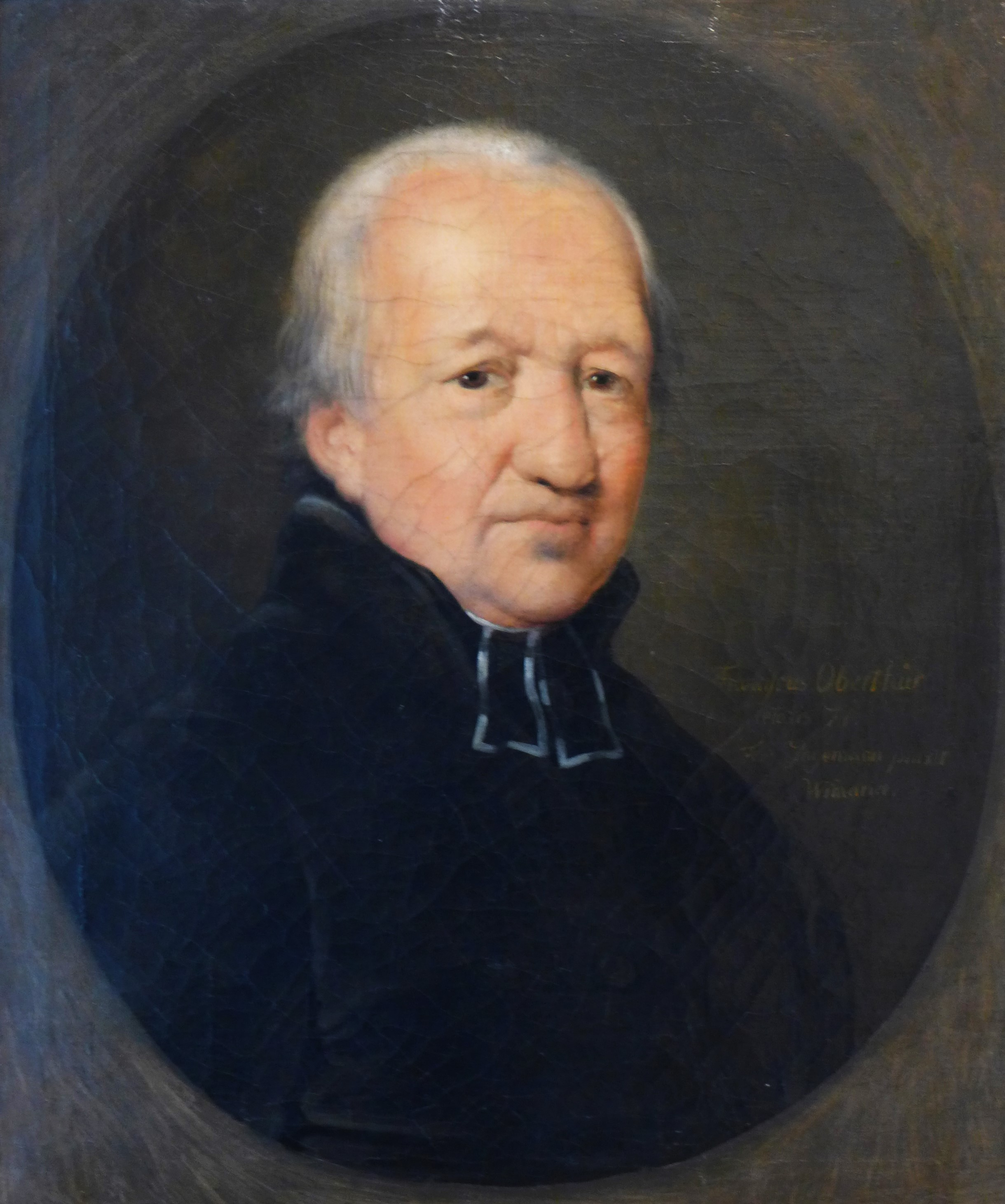
Franz Oberthür, Ölgemälde von Ferdinand Jagemann (1780–1820) aus dem Jahr 1816, Mainfränkisches Museum

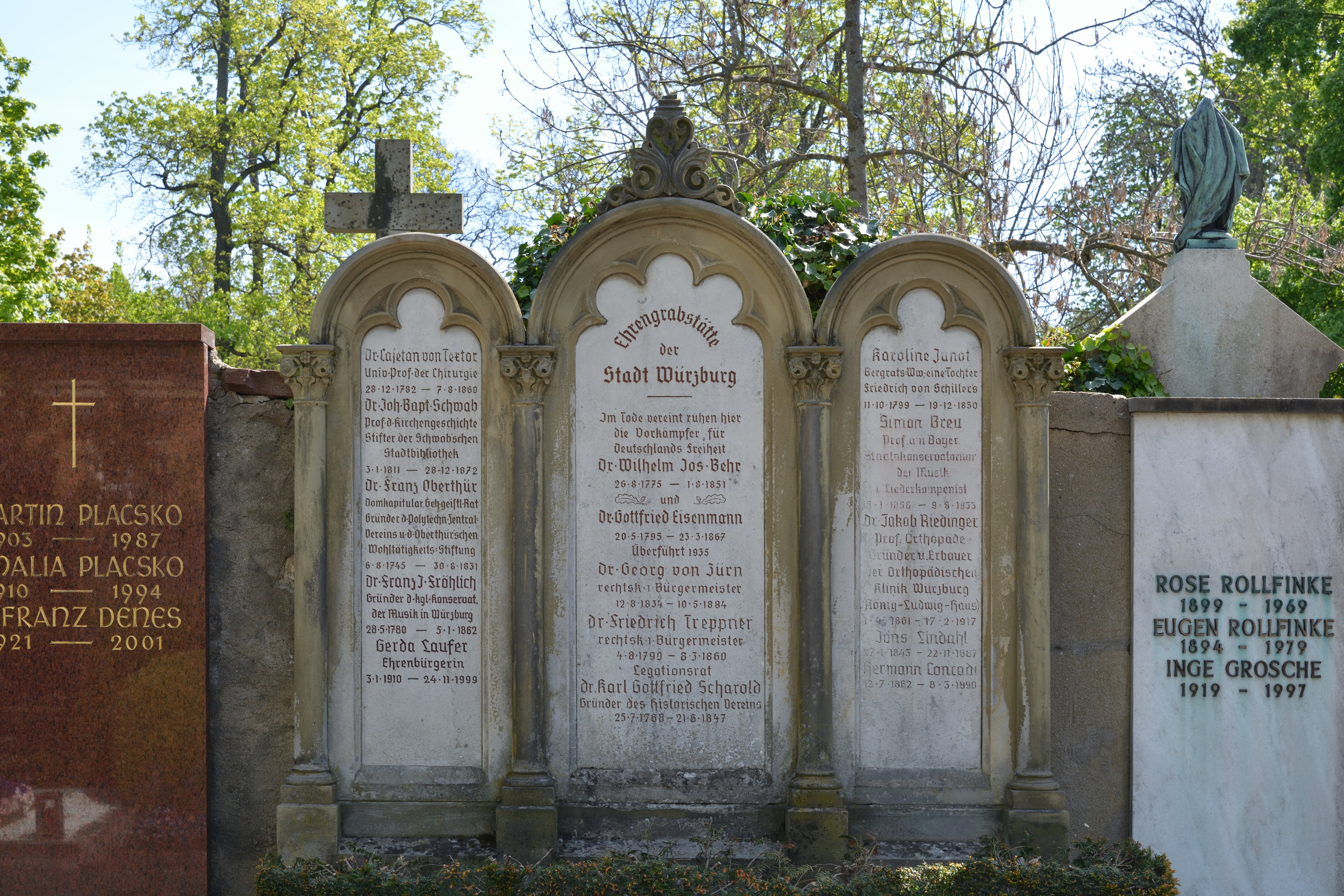
Ehrengrab auf dem Hauptfriedhof Würzburg

Franz Oberthür (* 6. August 1745 in Würzburg; † 30. August 1831 ebenda) war ein deutscher römisch-katholischer Theologe und Hochschullehrer.

## Leben
Franz Oberthür besuchte die Lateinschule, später das Priesterseminar und wurde Geistlicher. Mit 28 Jahren war er bereits Professor für Glaubenslehre an der Würzburger Universität. Oberthür erlebte die letzte Blüte des Fürstbistums unter den Fürstbischöfen Adam Friedrich von Seinsheim (1756–1779) und Franz Ludwig von Erthal (1779–1795), den schwerwiegenden Einschnitt der Säkularisation 1803 und die folgende bayerische Ära, unterbrochen von der toskanischen Herrschaft.
Neben seiner Tätigkeit als Hochschullehrer erfüllte er vielerlei priesterliche und soziale Aufgaben. So wirkte er unter anderem in der Armenkommission mit, setzte sich für die Trennung von Zucht- und Armenhaus ein, beklagte sich über Verschwendungen im Juliusspital, wo er von 1771 bis 1773 als Kaplan wirkte und auch am von Carl Caspar von Siebold für Laien angebotenen anatomischen Unterricht teilnahm, und engagierte sich für die Abschaffung der Todesstrafe. Bemerkenswert aus Sicht damaliger Verhältnisse ist sein Eintreten für die Mädchenbildung und für den Unterrichtseinsatz weiblicher Lehrkräfte an den Schulen der Stadt. Er gehörte zudem zu den Hauslehrern des späteren Mediziners Georg Christoph Siebold (* 1767), dem Sohn von Carl Caspar von Siebold und Vater von Philipp Franz von Siebold. Ab 1805 war Oberthür Dekan der Theologischen Fakultät und in dieser Eigenschaft setzte er sich für die Verwirklichung seiner bildungsreformerischen Ideen ein.
Oberthür hatte auch schon an einem Plan gearbeitet, zentrale landwirtschaftliche Schulen anzulegen, um dort Ausbilder und auch Visitatoren auszubilden. Diese sollten die neuen Erkenntnisse lehren und sich gleichzeitig um die Einhaltung landesweit einheitlicher staatlicher Erlasse kümmern, wie jene, dass Schulgärten anzulegen wären und dass an Straßen Obstbäume gepflanzt und gepflegt werden.
1806 gründete er in Würzburg den Polytechnischen Zentralverein, welcher 1818 von der bayerischen Regierung den Auftrag erhielt, die berufliche Aus- und Weiterbildung von Handwerkern zu übernehmen. 1830/31 führte der „Zentralverein“ eine Sonn- und Feiertagshandwerkerschule ein und 1864 wurde er dann um eine gewerbliche Fortbildungsanstalt erweitert.
Er war freundschaftlich mit Jakob Josef von Haus, dem Erzieher des späteren italienischen Königs, verbunden.
Am 30. August 1831 starb der Geistliche Rat Franz Oberthür in Würzburg.

## Schriften (Auswahl)
- Taschenbuch für die Geschichte, Topographie und Statistik des Frankenlandes, besonders der Hauptstadt Würzburg für das Jahr 1795 bzw. 1796. Stahel (bzw. Verlag des Industriecomptoirs), Würzburg 1795 bzw. 1796.
- Johann Klör, ein merkwürdiger Landmann in Franken. Hartmann, Sondheim vor der Rhön; Nachdruck 1992, ISBN 3-926523-31-X.